# Juan Manuel Pedrón Alfonso
Juan Manuel Pedrón Alfonso (Morales del Vino, Castella i Lleó, 1998) és un advocat i polític espanyol.
Actualment és regidor de l'Ajuntament de Morales del Vino des del 2023 i president de les Noves Generacions de Zamora des del 2024. Va estudiar el grau en Dret a la Universitat de Salamanca. Posteriorment va cursar el màster en advocacia. Després de superar la prova d'accés, va obtenir el títol d'advocat, exercint com a advocat. És advocat col·legiat de l'ICA Zamora. El 2024 va rebre el Premi Joves Advocats Antonio Hernández-Gil.